# 高台红西路军烈士陵园
高台红西路军烈士陵园，位于中国甘肃省高台县，为一个省级文物保护单位，类型为近现代重要史迹及代表性建筑。
高台红西路军烈士陵园的历史年代为1956年。